# Szent Ferenc sebei templom (Budapest)
A Szent Ferenc sebeiről elnevezett katolikus templom a 18. század derekán épült barokk stílusban Budán, a mai Batthyány tér közvetlen közelében.

## Története
Buda török megszállása idején a katolikus hívek lelki gondozását a 17. század közepétől a boszniai rendtartományhoz tartozó ferences szerzetesek végezték, akik 1686 után a városban maradtak, sőt 1703-ban kolostor és templom építésébe kezdtek. A ma látható templom alapkőletétele 1731-ben, felszentelése pedig 1757-ben történt. A ma is látható barokk berendezési tárgyak többségét (oltárok, szószék és padok) a szerzetesek saját műhelye készítette. 
Elkészült épületüket viszont II. József császár rendelete értelmében 1785-ben át kellett adják a Bécsből ide jövő, betegápoló Erzsébet-apácáknak, akik a kolostort kórházzá alakították. A „gyámolatlan betegeknek” szóló ápolási szolgálatukat egészen a kommunista diktatúráig, 1950-ben történt feloszlatásukig végezték. Akkor 69 nővérnek kellett távoznia. A diktatúra megszűntével, 1990-ben már csak néhányan térhettek vissza. A diktatúra éveiben a kórházban és a kolostorban idősek otthona működött, amelyet jelenleg Gondviselés Háza Idősek Otthona néven a Máltai Szeretetszolgálat vezet. 
A második világháborúban súlyosan rongálódott templom külső homlokzatának megújítása 1971 és 1973 között, a belső szakszerű műemléki restaurálása 1984 és 1990 között zajlott. 2020-ra elkészült a templom alapos műemléki kutatásokon alapuló újabb külső rekonstrukciója, s ekkor a korábbi rózsaszín hatású homlokzat Szent Erzsébet kék ruhás alakját idéző acélkék színt nyert. A templom alatt kripta van, ami azonban a Duna gyakori magas vízállása miatt nem látogatható.
A templomot 1989-től a budapesti német ajkú katolikus hívek lelkészsége is használja.

## Galéria

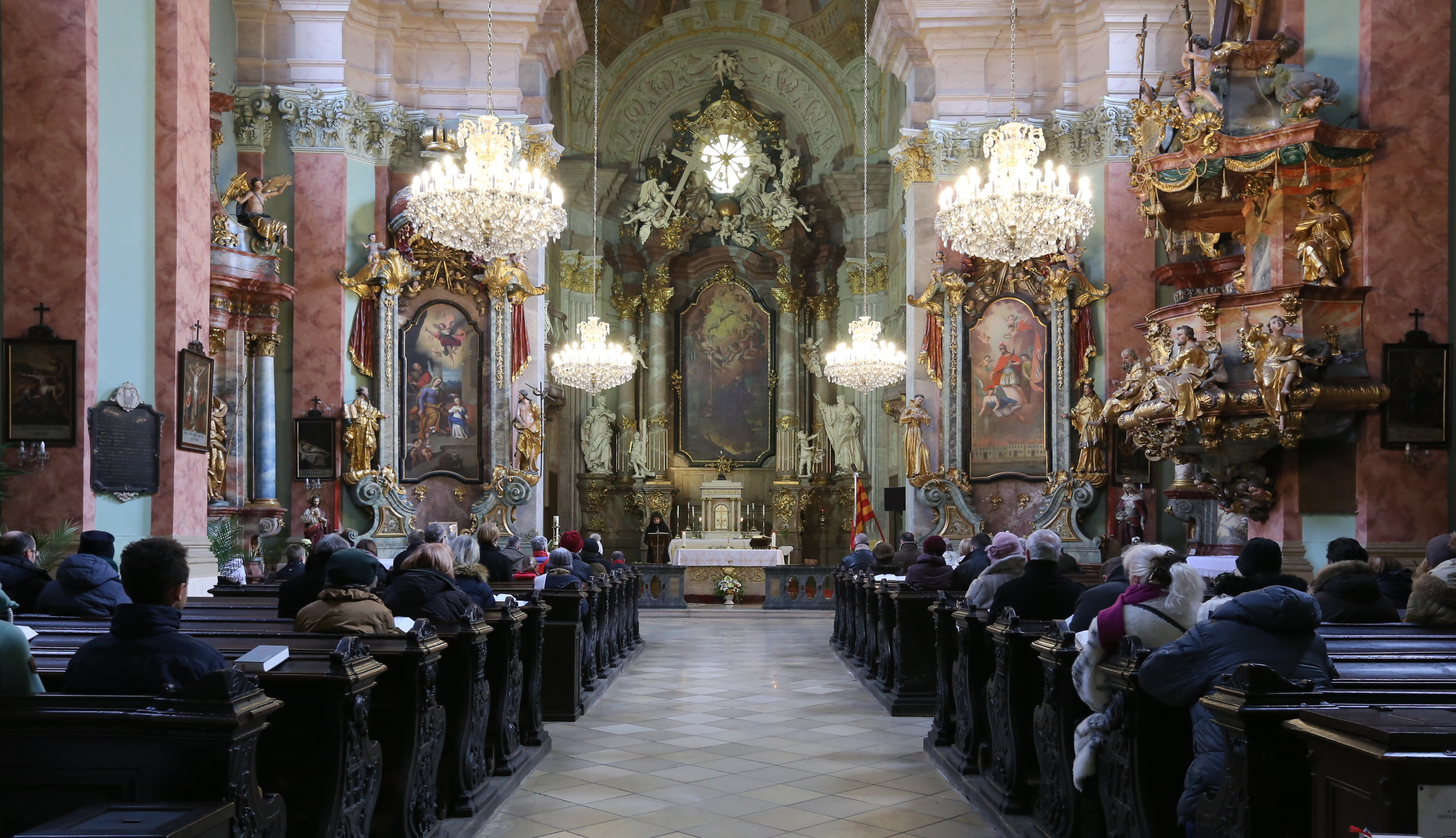
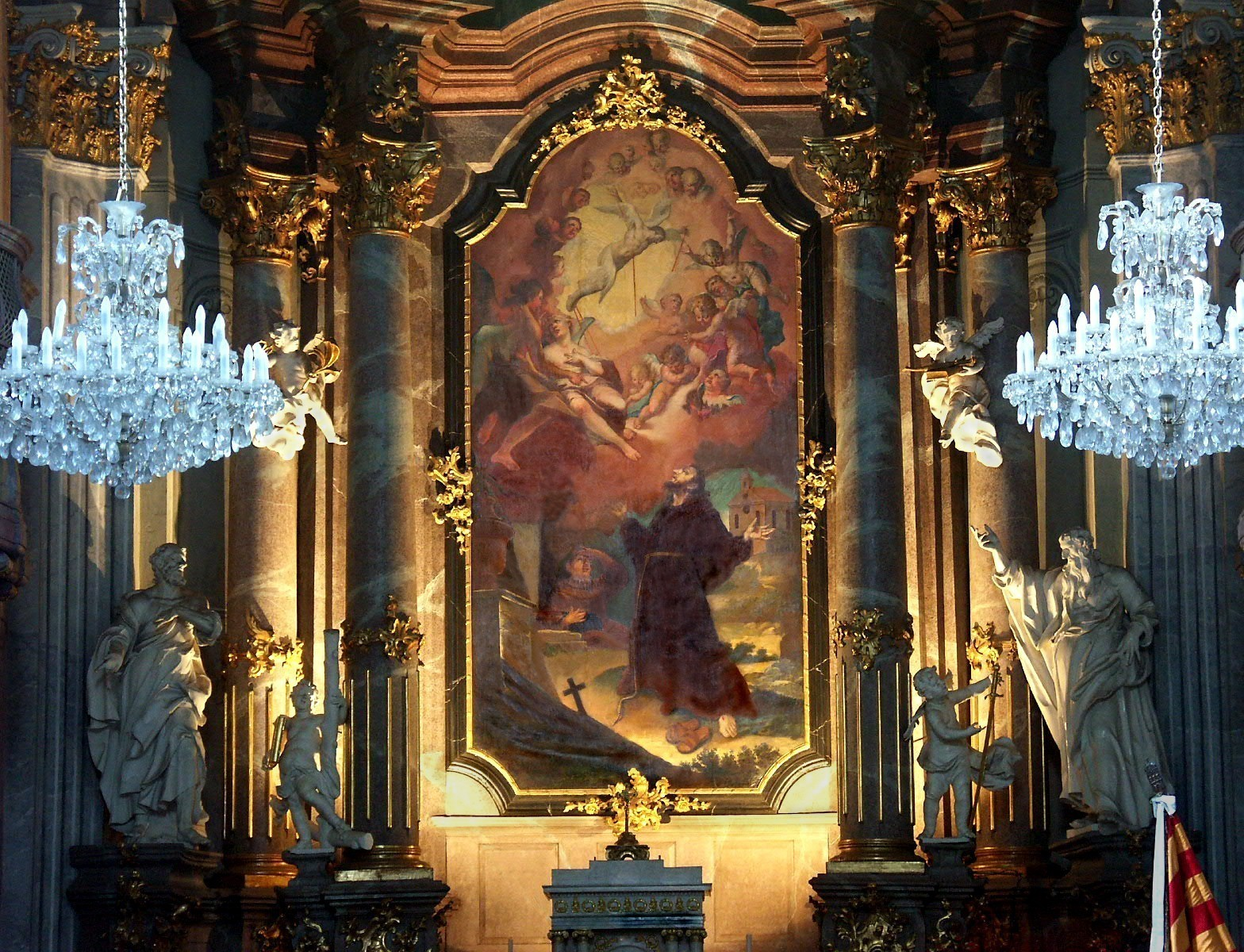
Főoltár: Szent Ferenc stigmatizációja
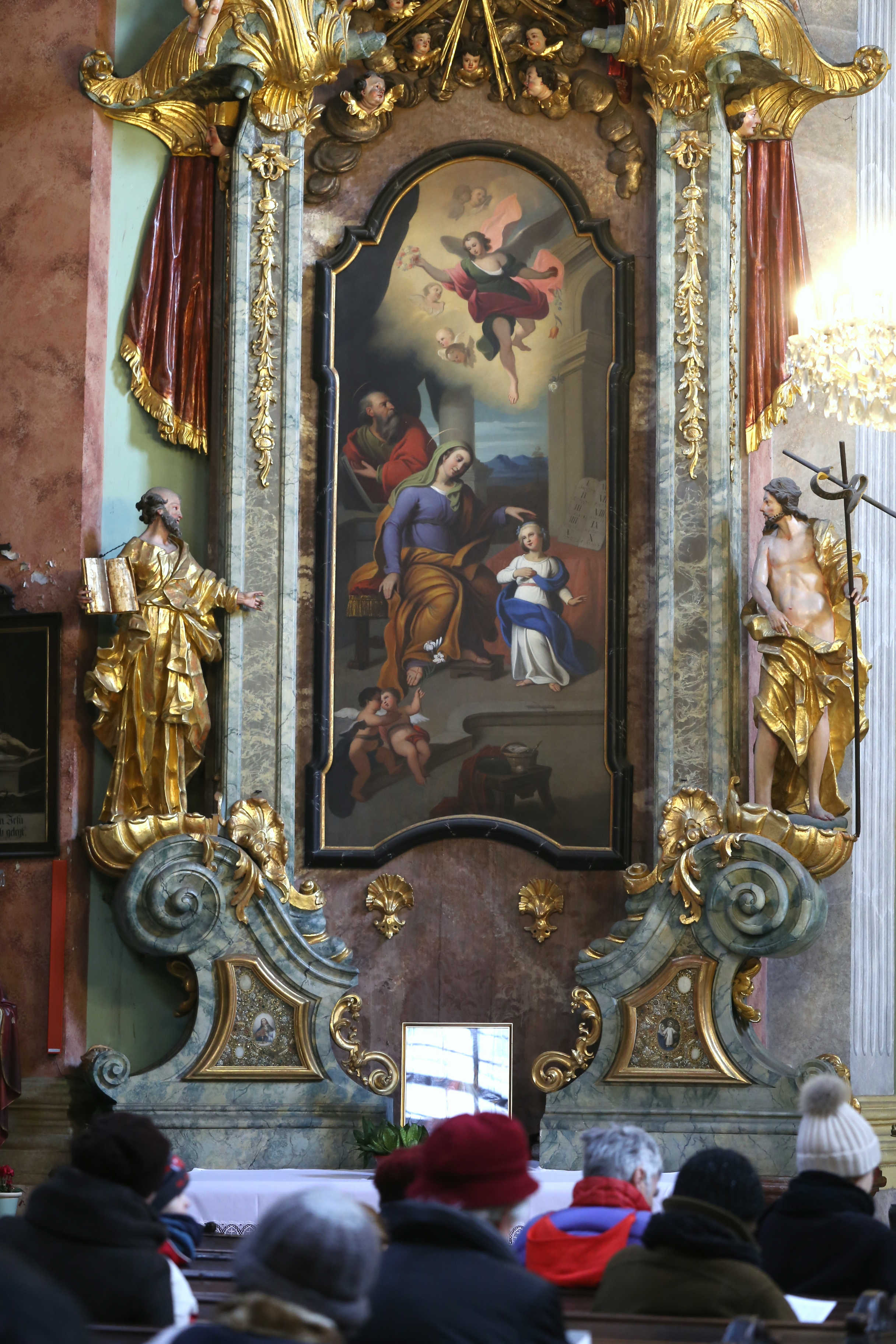
Szent Anna-oltár, festménye 1829-ből
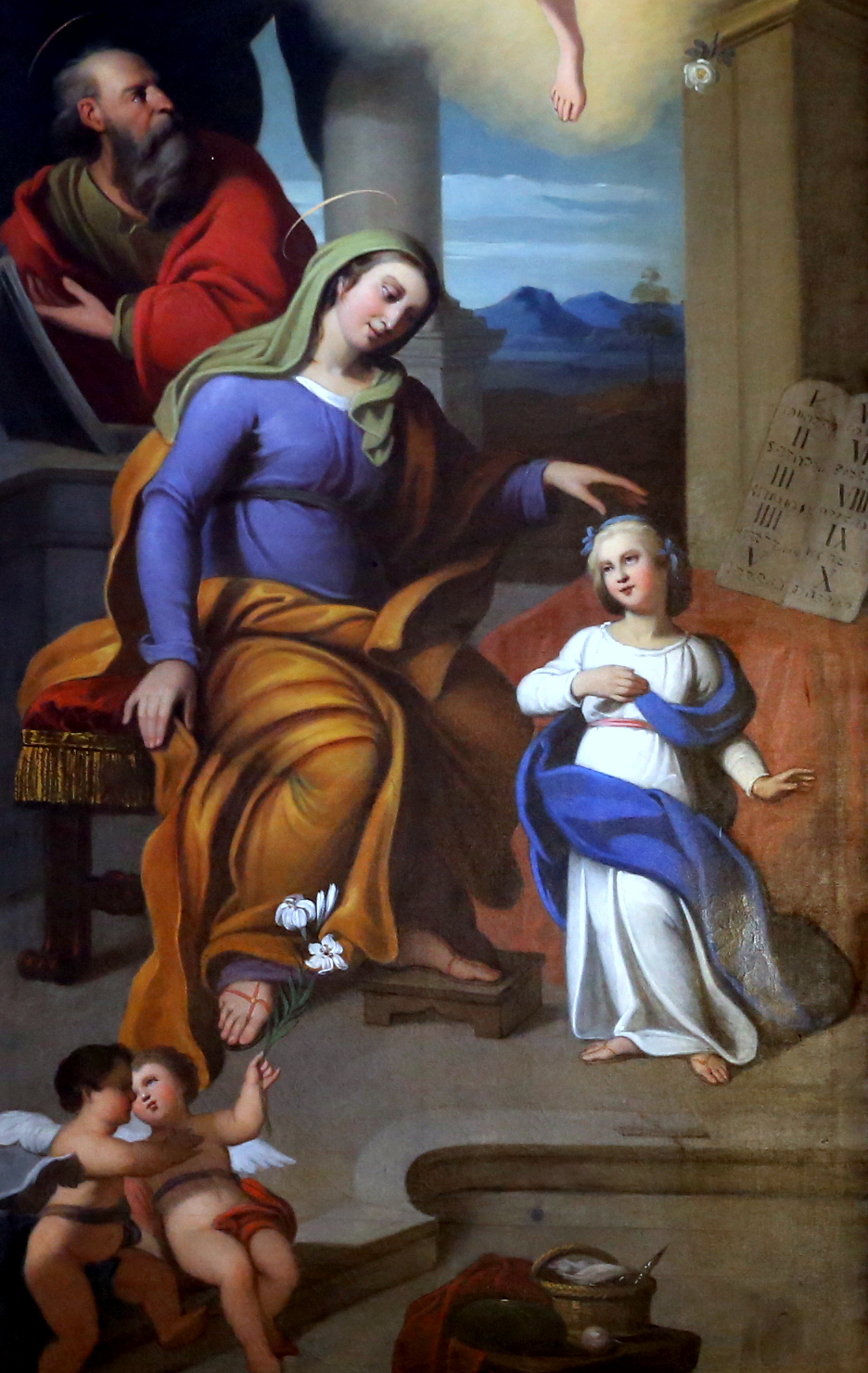
Szent Anna
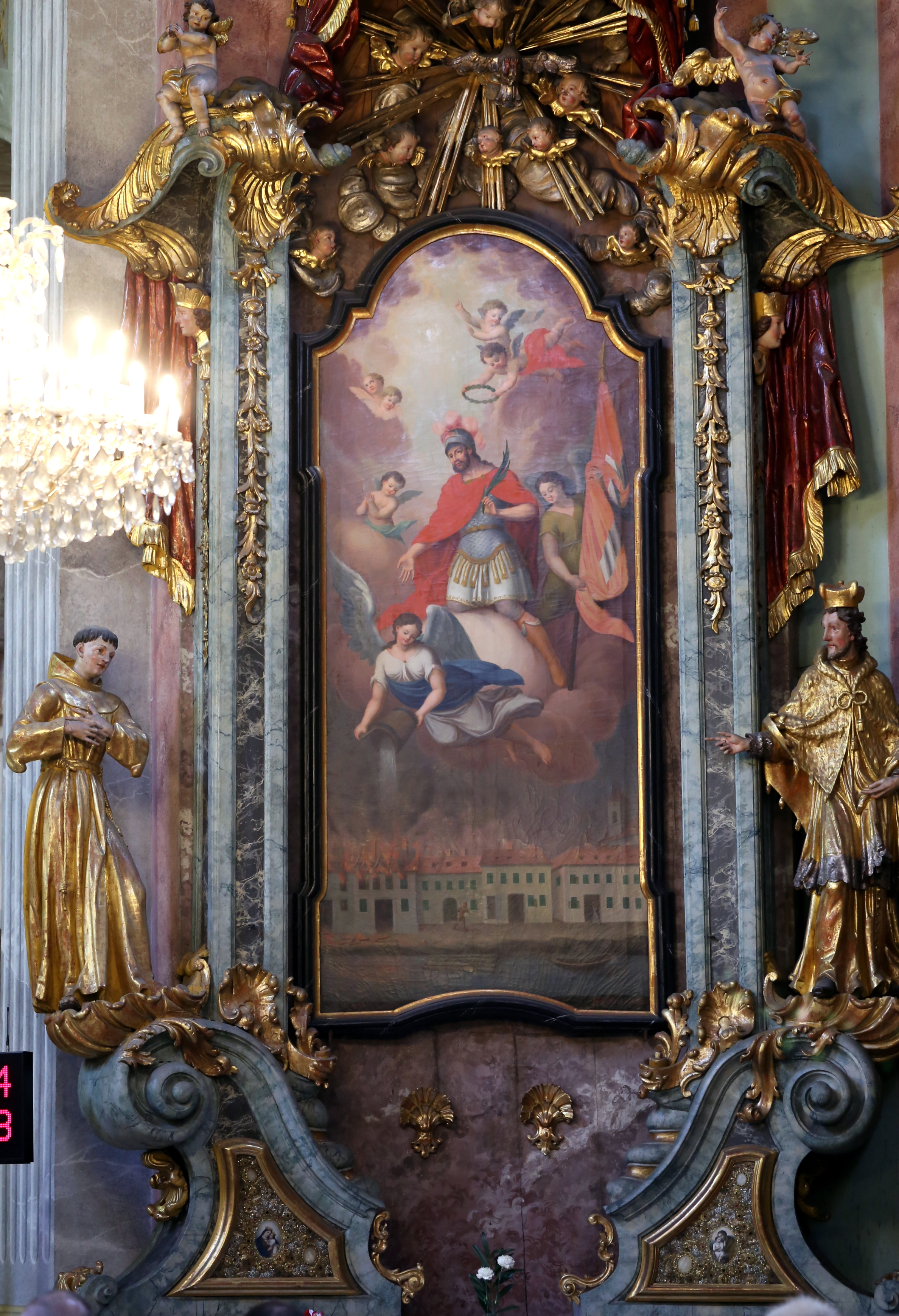
Szent Flórián-oltár, (az oltár 1740, a festmény 1829-ből való)
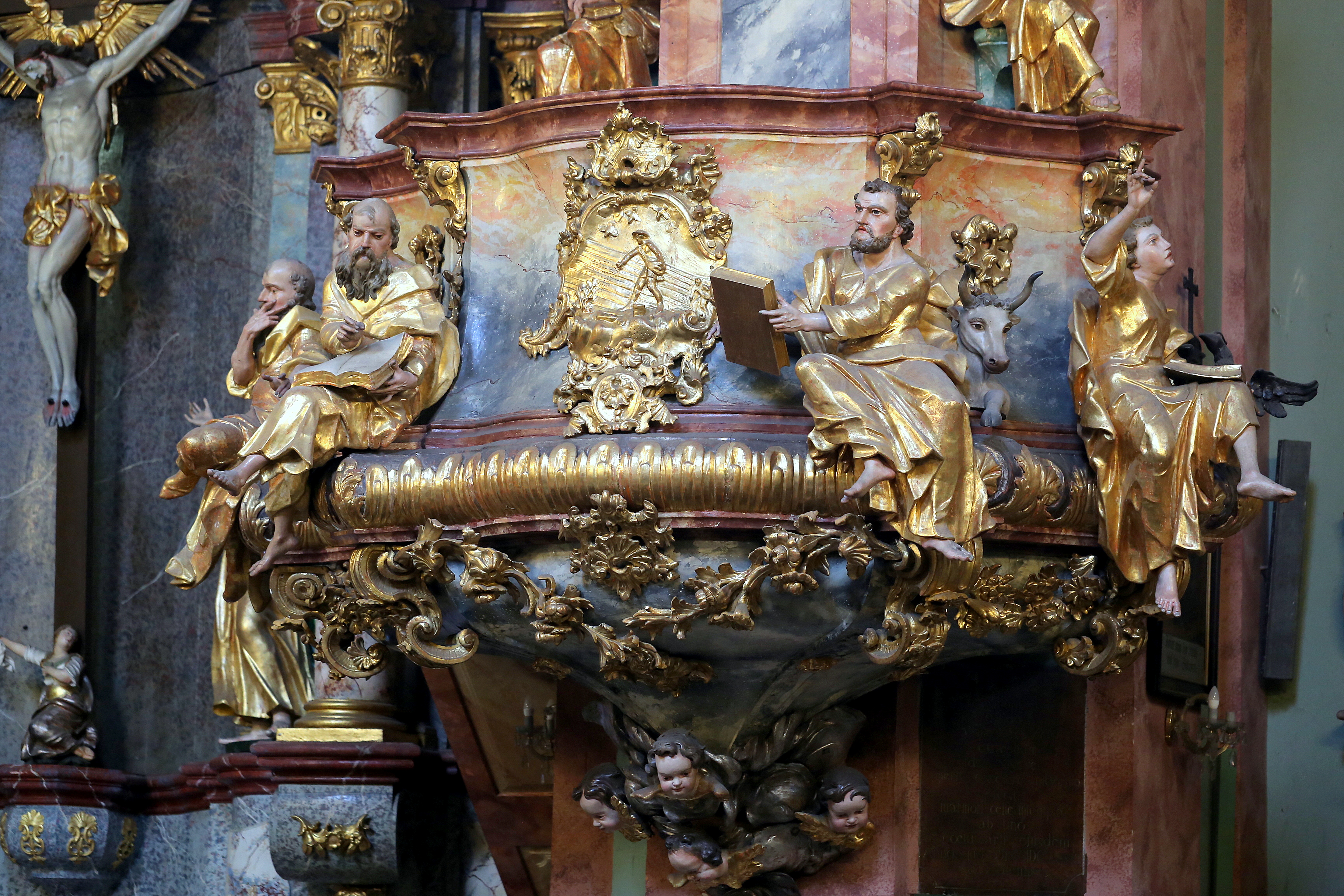
Szószék az evangélistákkal, 1752
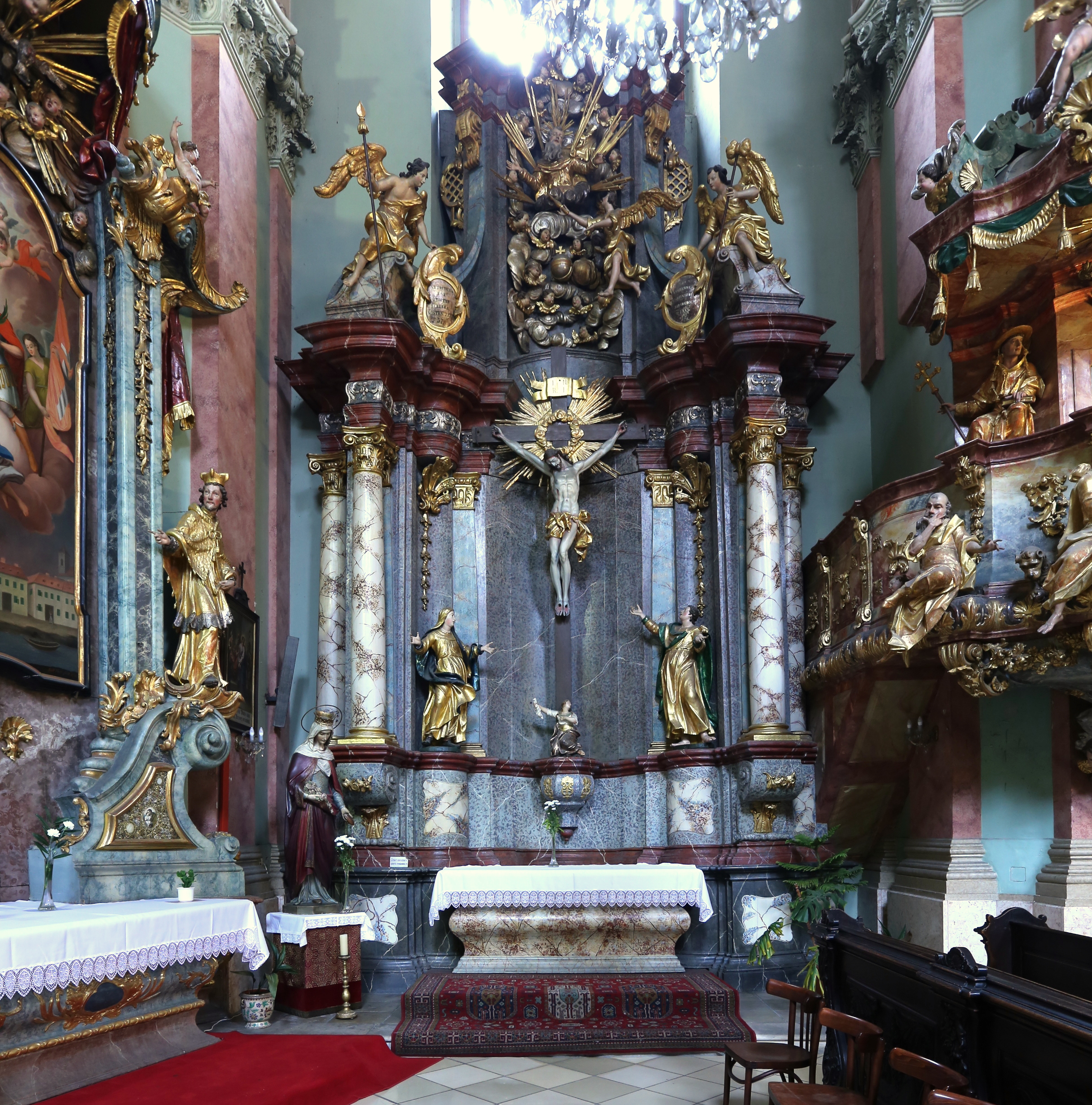
Szent Kereszt mellékoltár
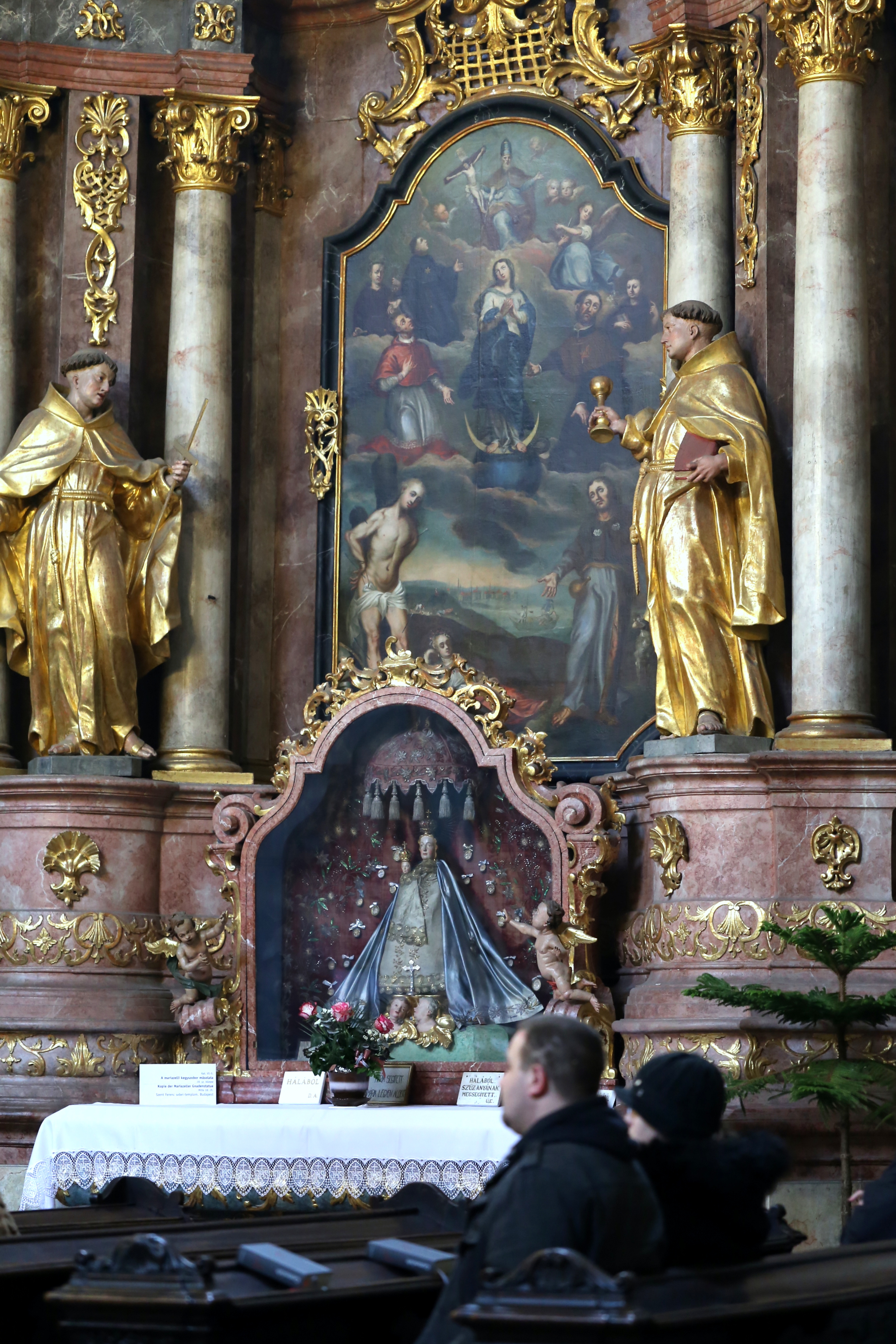
Pestisszentek oltára, 1742
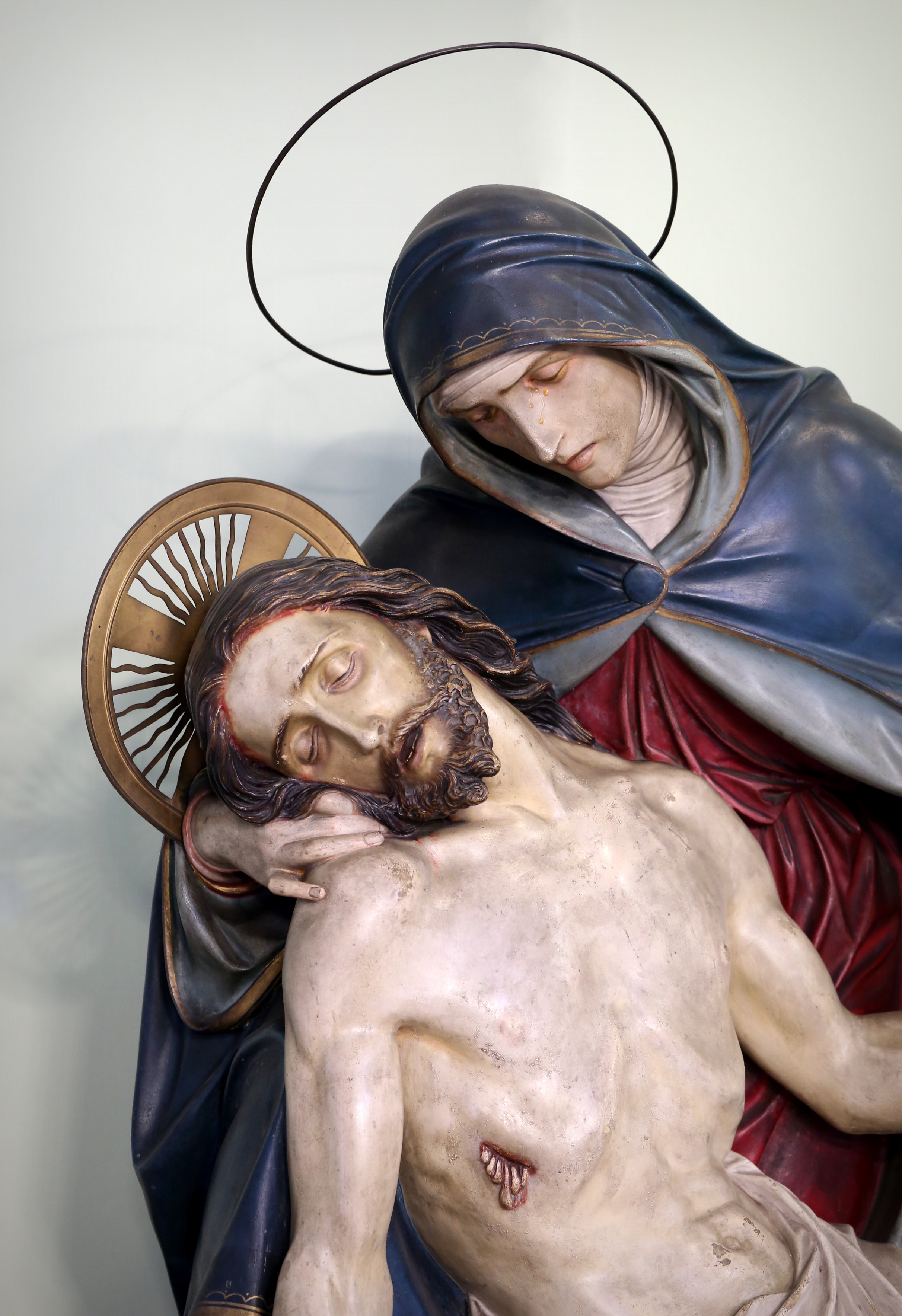
Pieta
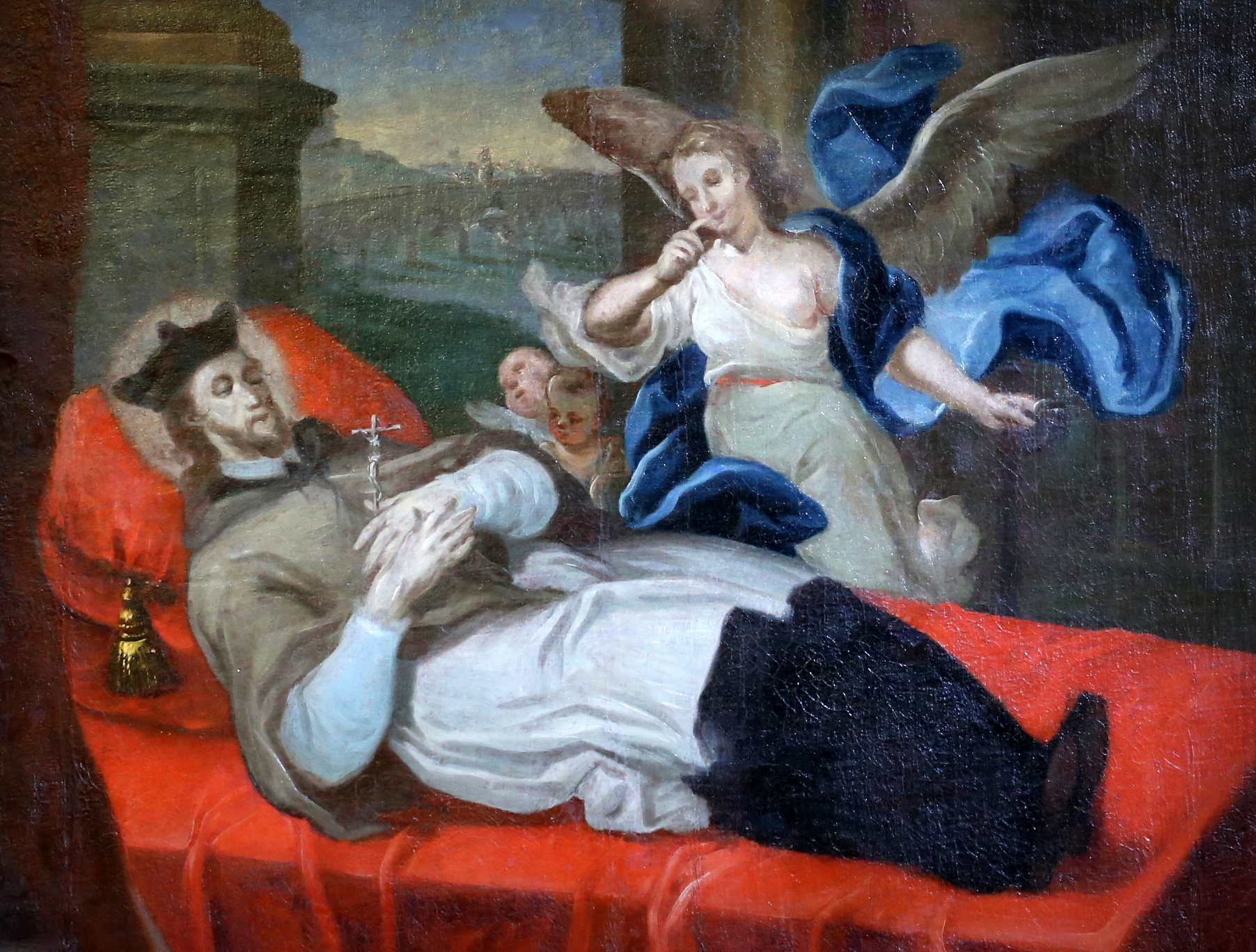
Nepomuki Szent János mellékoltár részlete
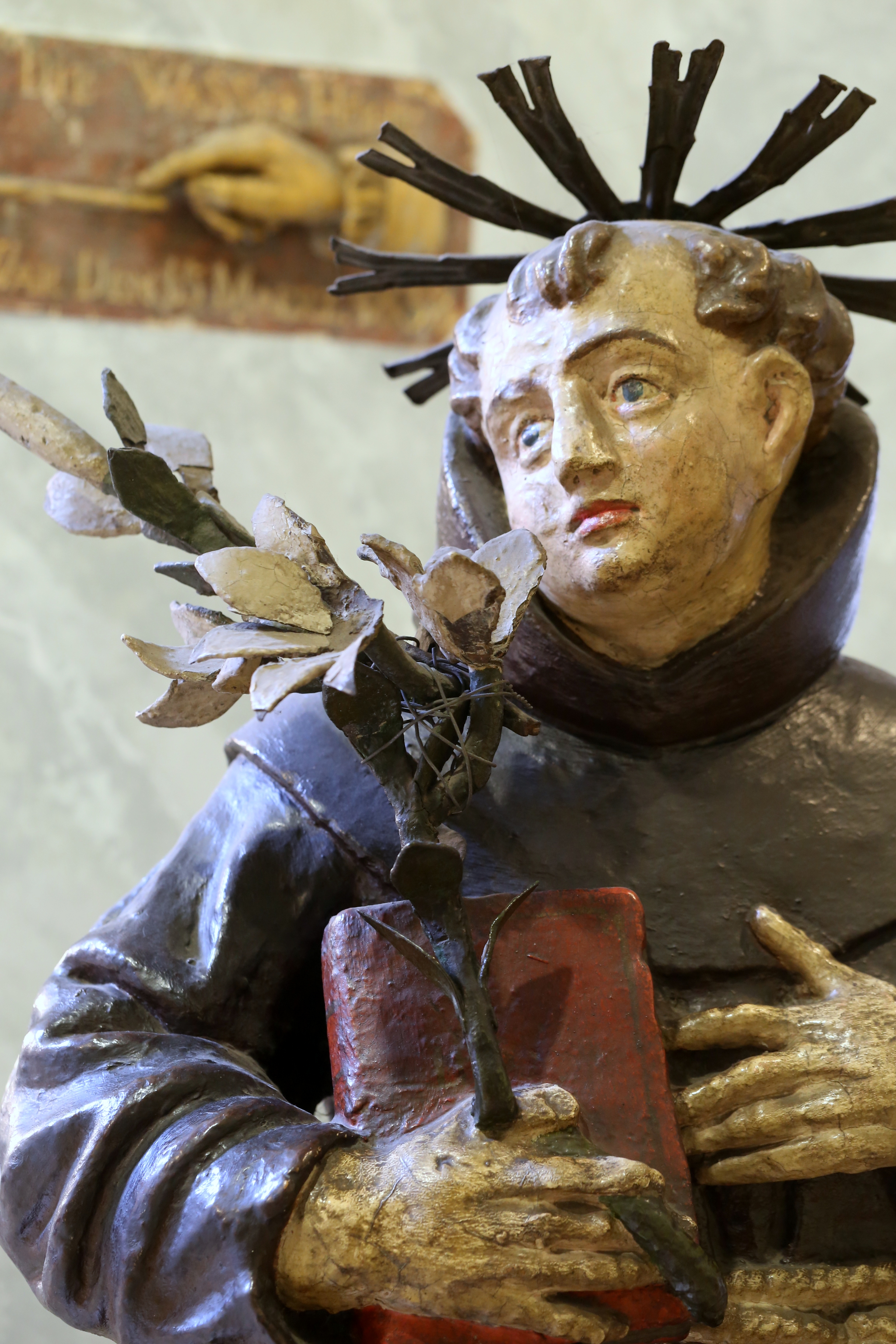
Szent Antal
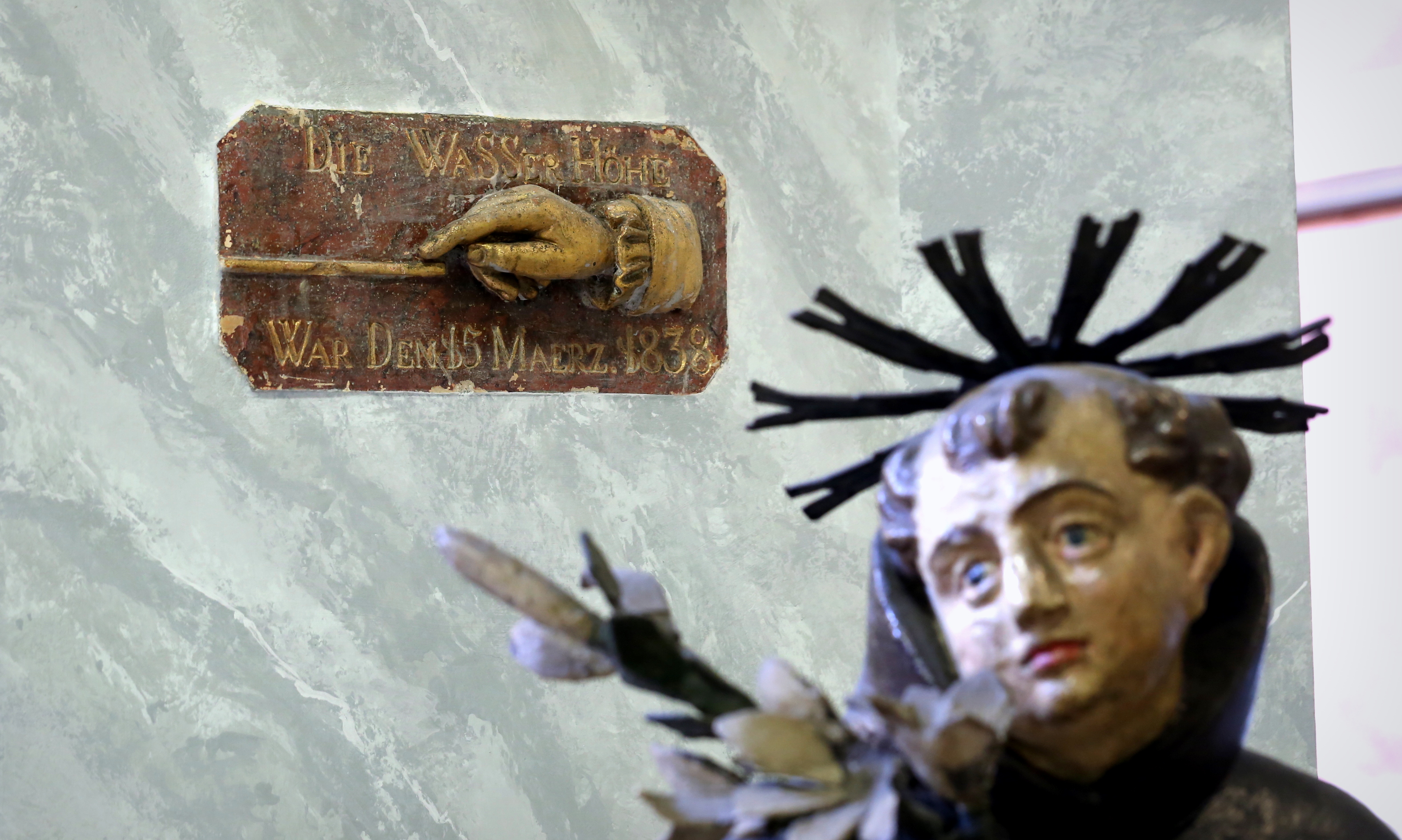
Duna vízszintje 1838. 03.15-én
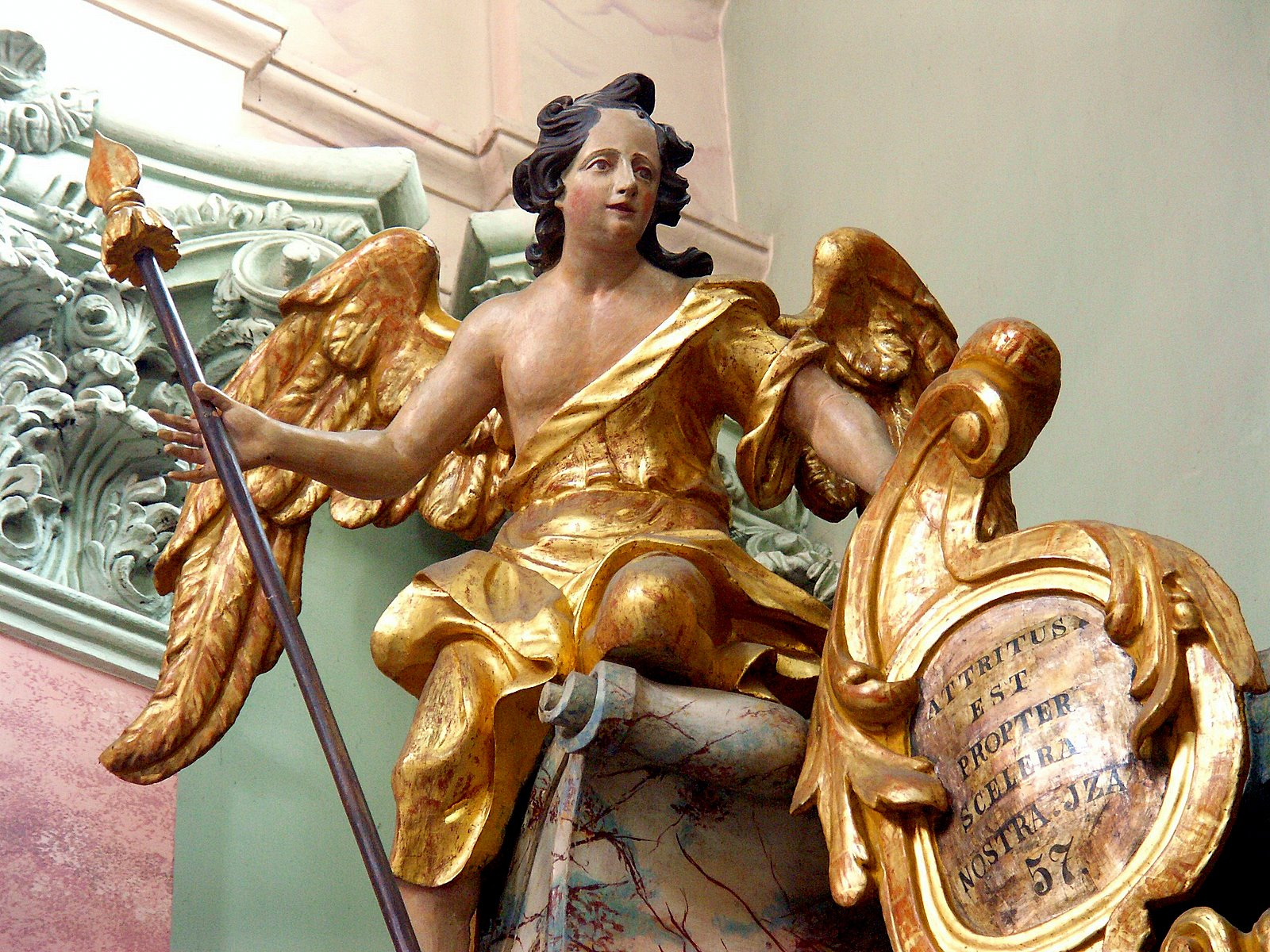
Oltár-részlet
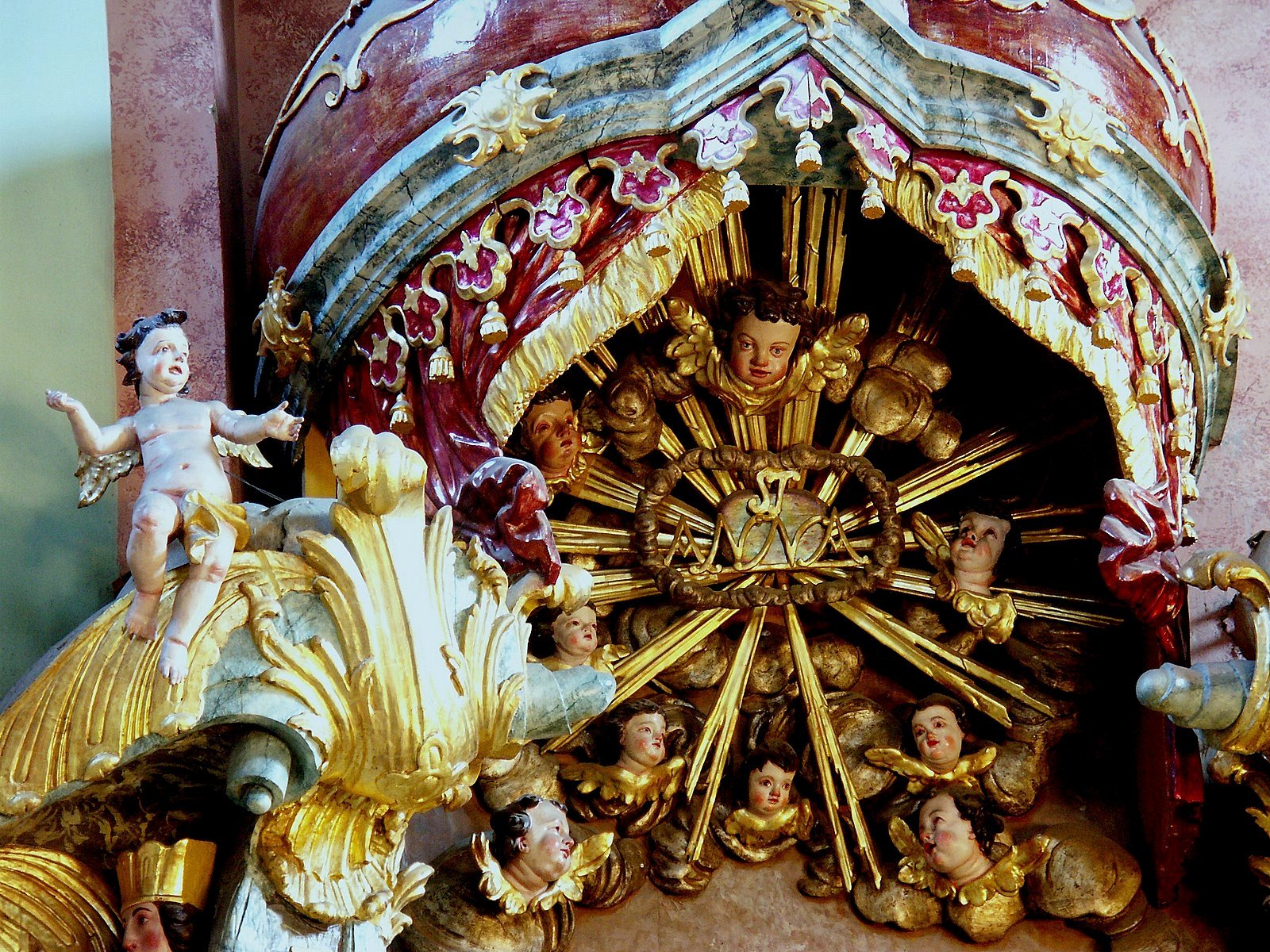
Oltár-részlet
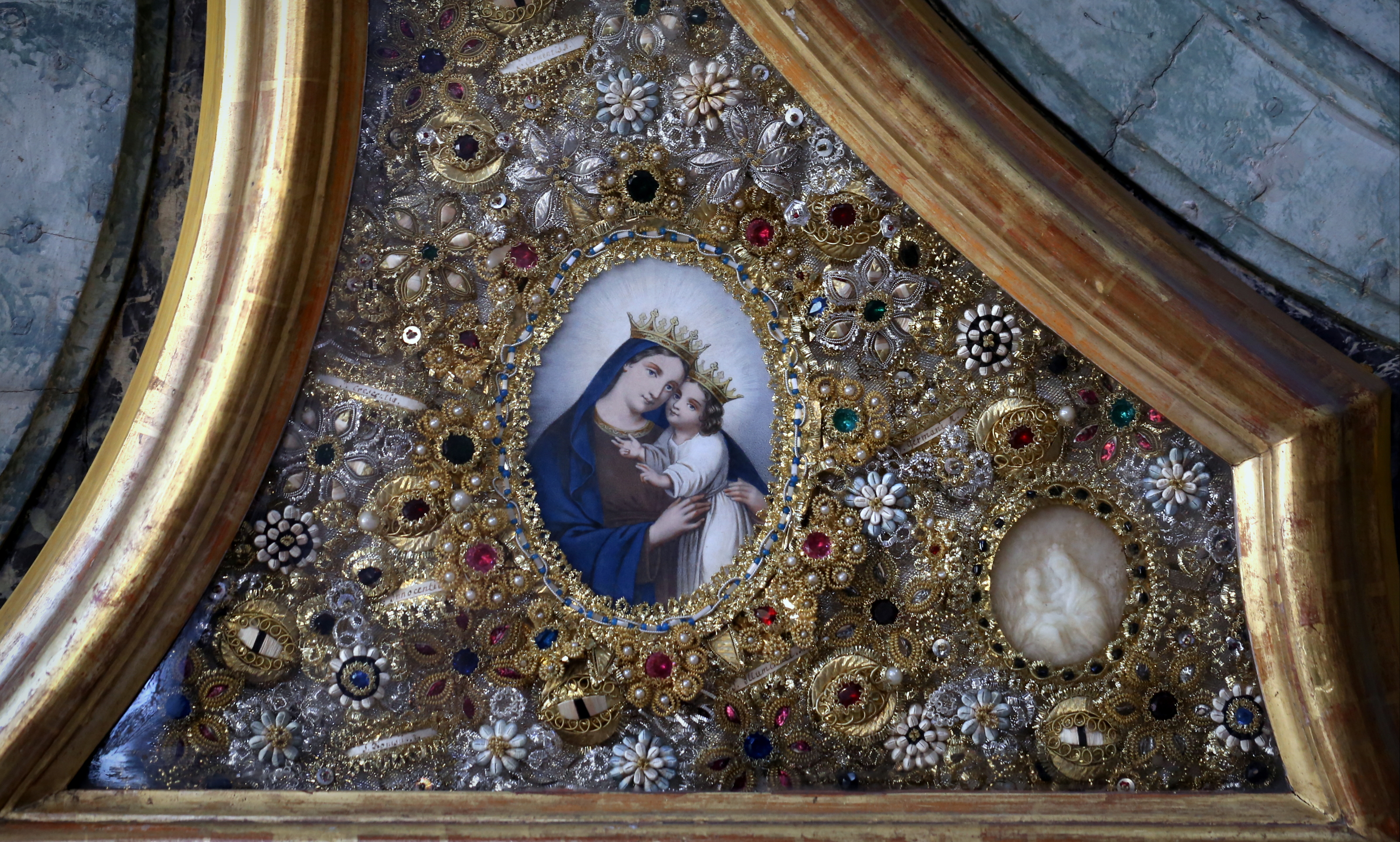
Mellékoltár részlet
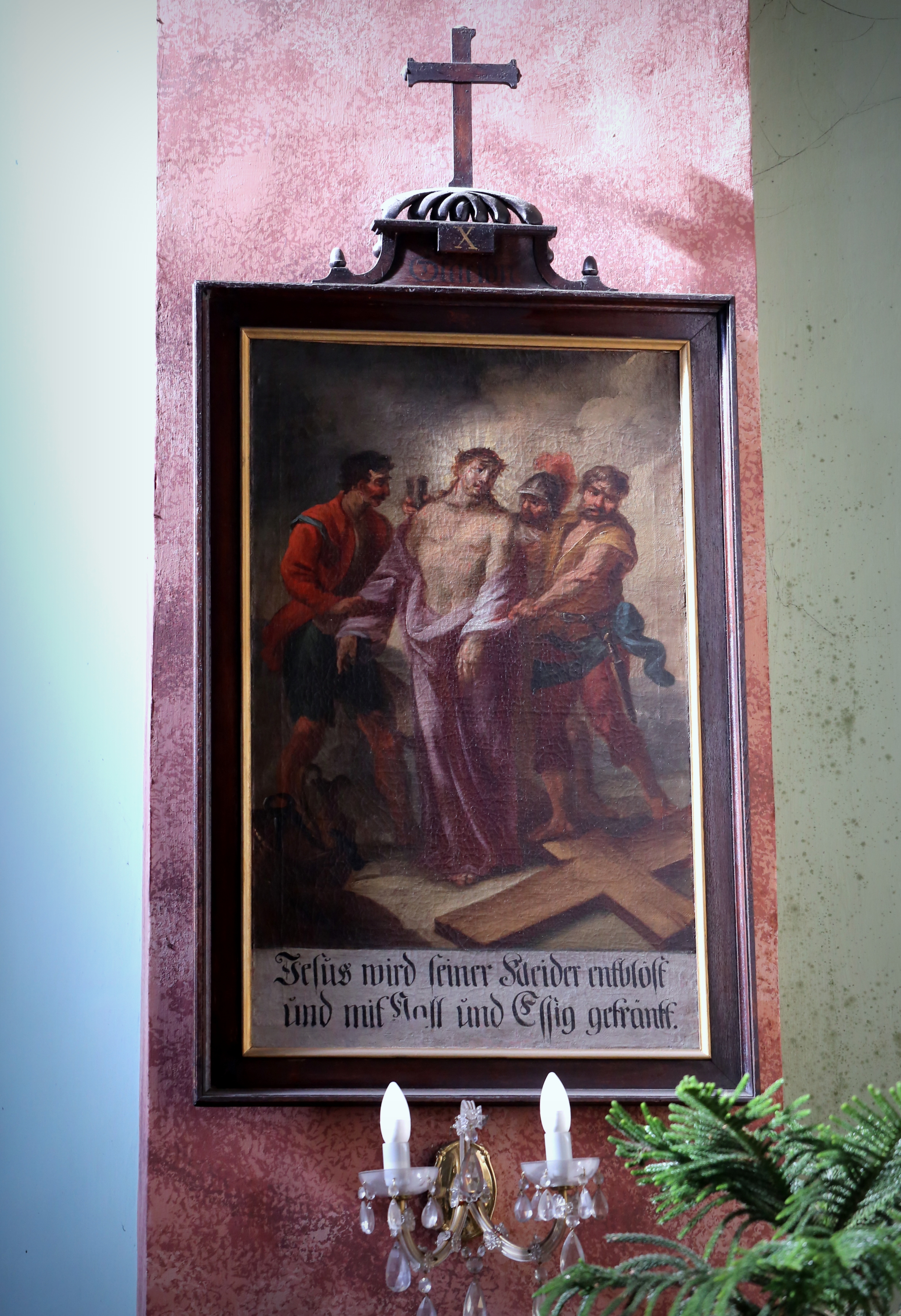
Keresztúti stáció
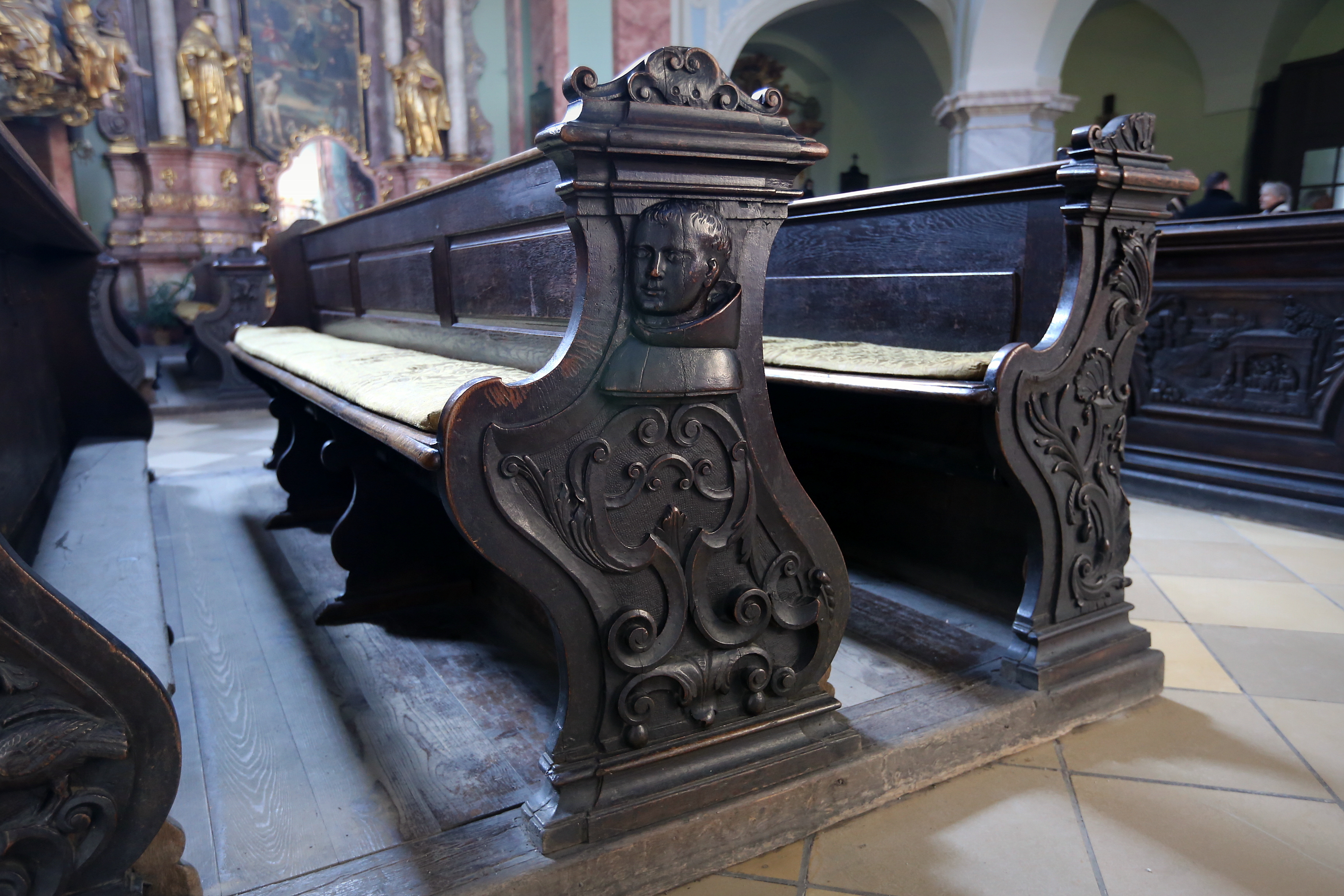
Díszesen faragott padok
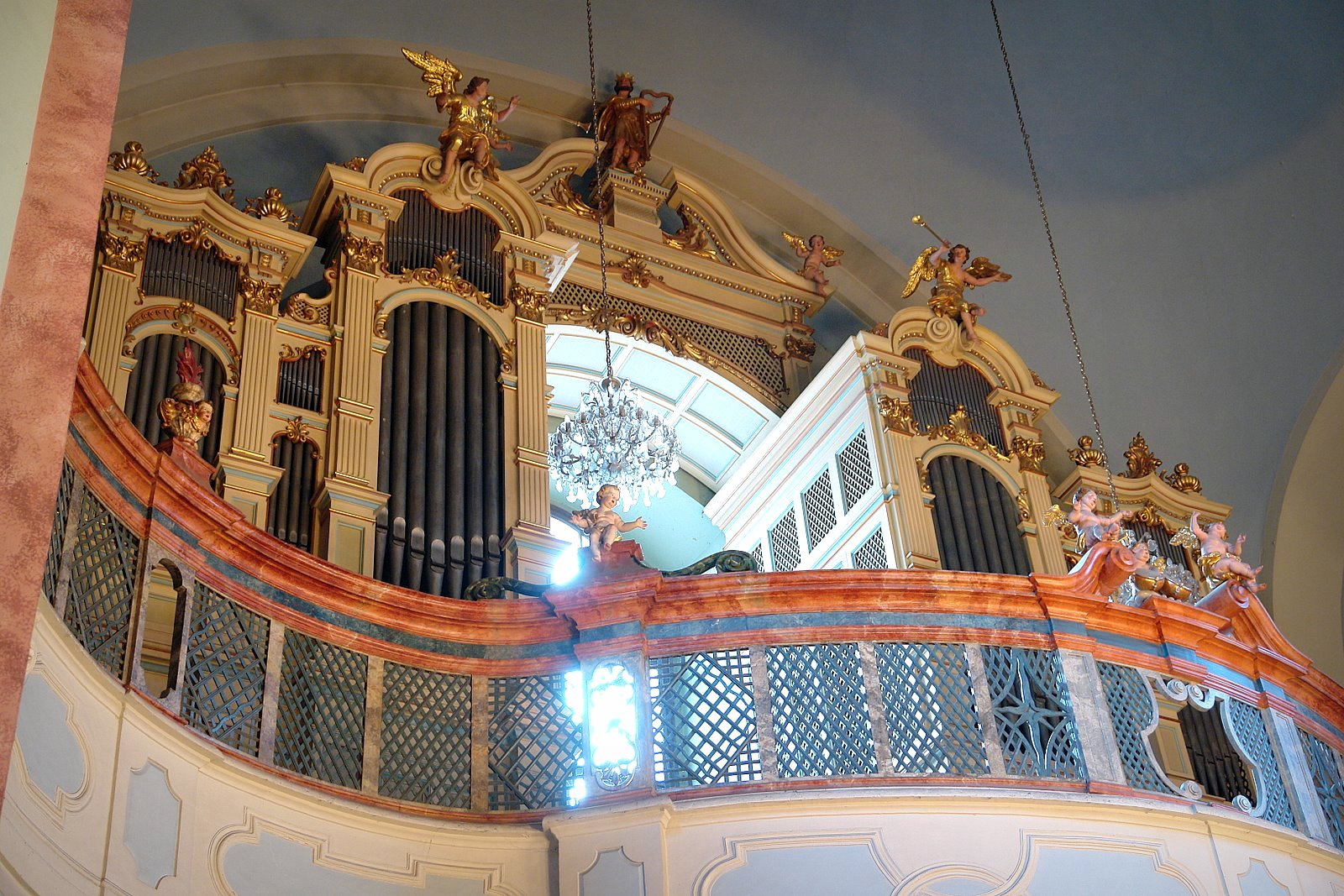
Az orgona
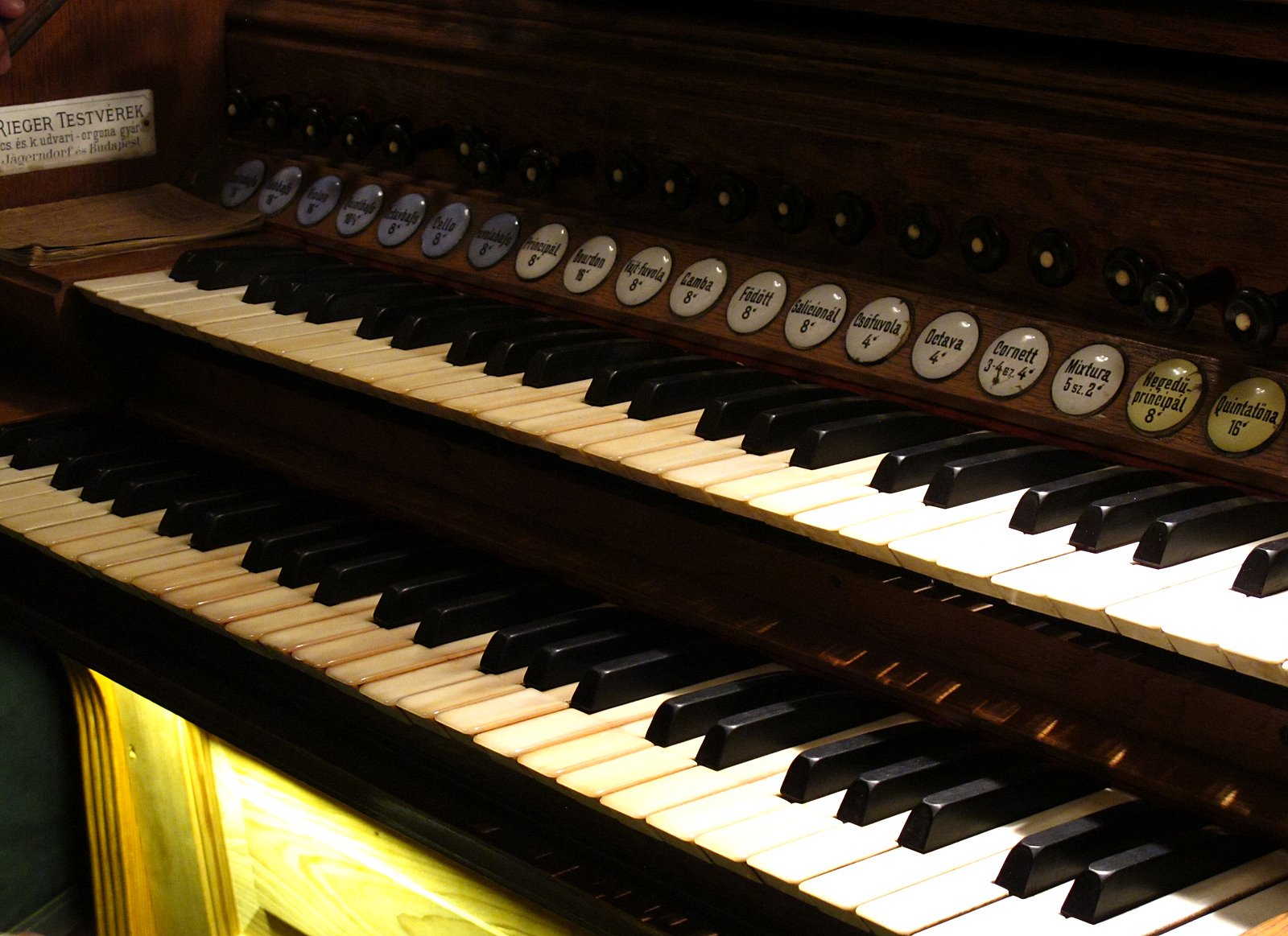
Az orgona játszó-asztala
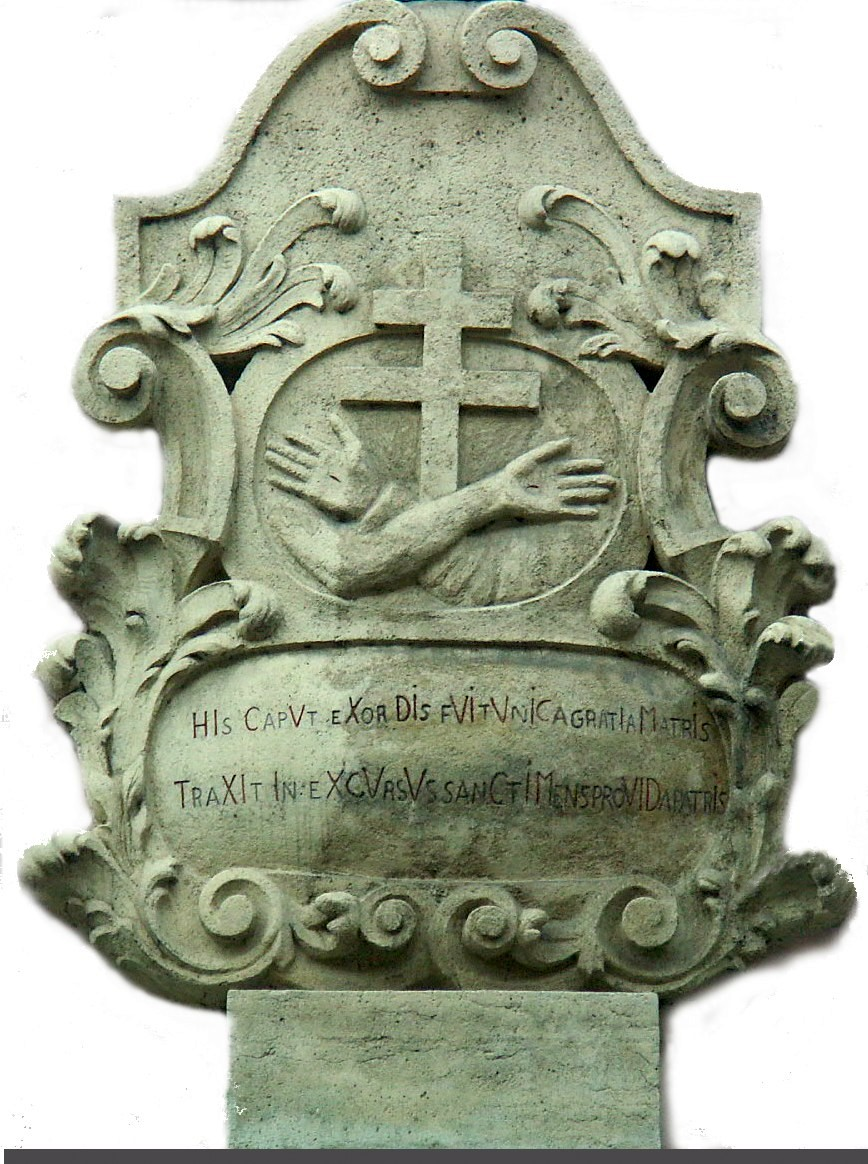
Ferences dombormű a templom külső homlokzatán
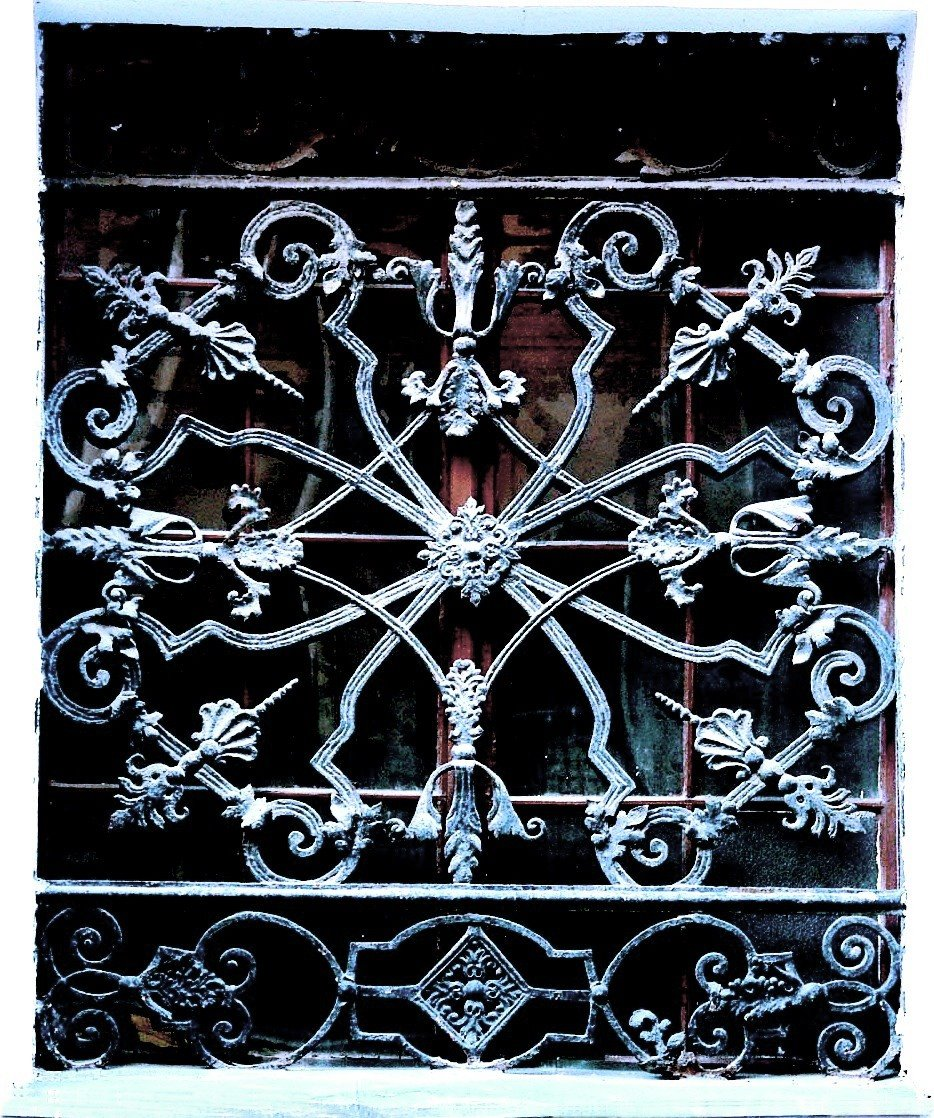
Kovácsolt vas ablakrács a templom homlokzatán
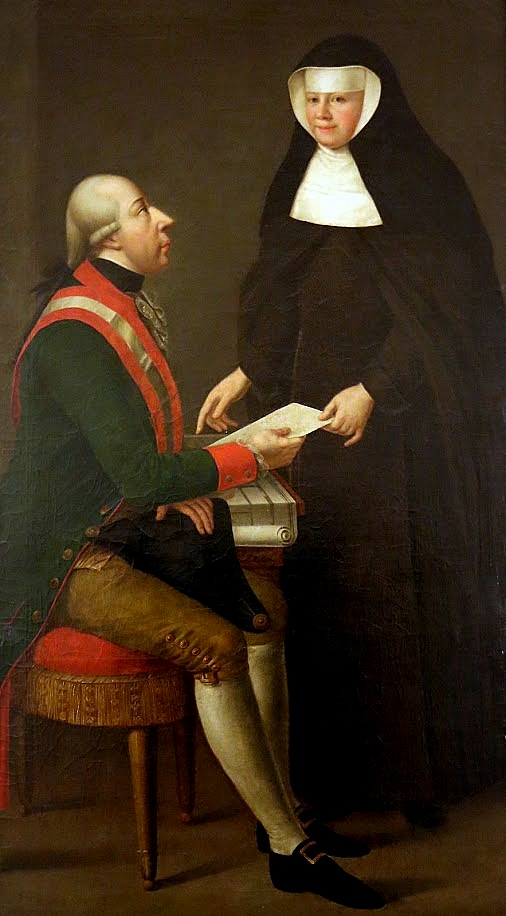
II. József átadja az Erzsébet-nővérek budai kolostorának alapítólevelét
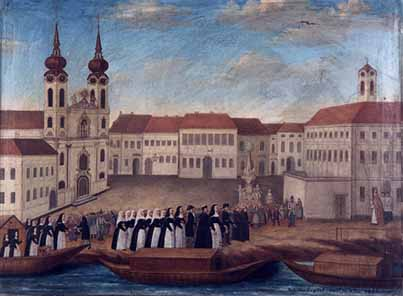
Batthyany tér 1785-ben az Erzsébet apácák érkezésekor
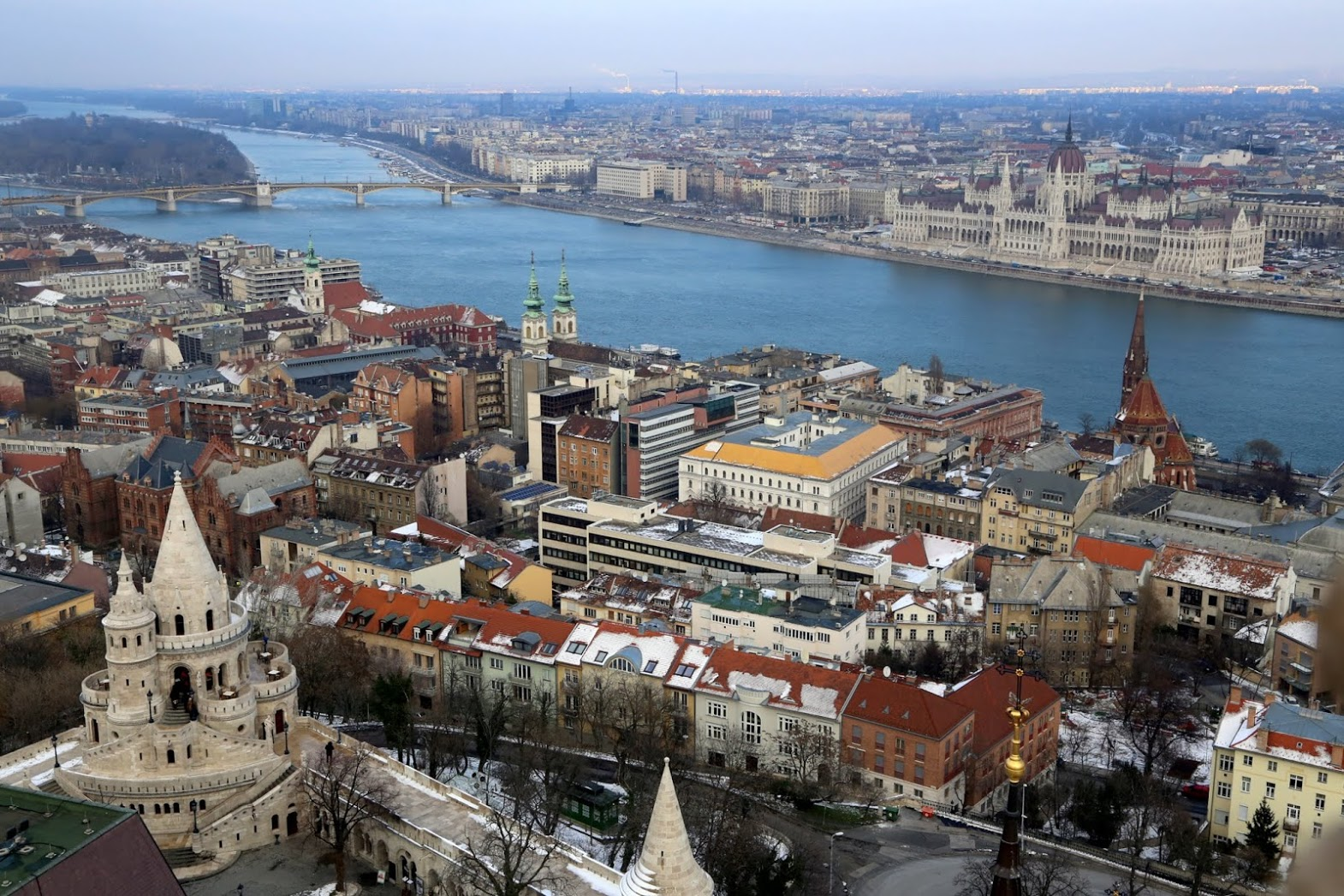
A budai Víziváros, balra az egytornyos Szent Ferenc Sebei templom
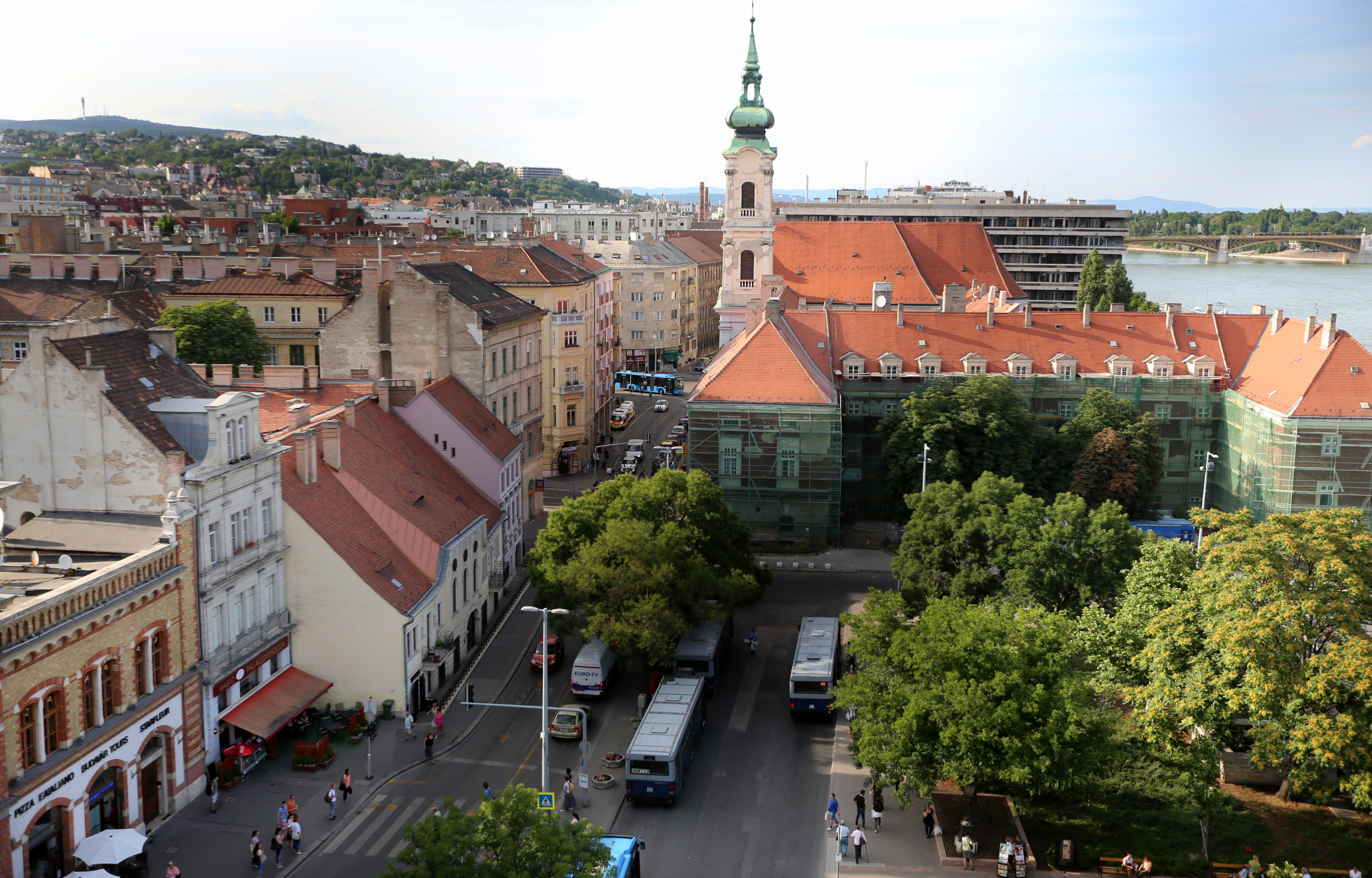
A Szent Ferenc Sebei-templom, a Szent Anna-templom tornyából nézve
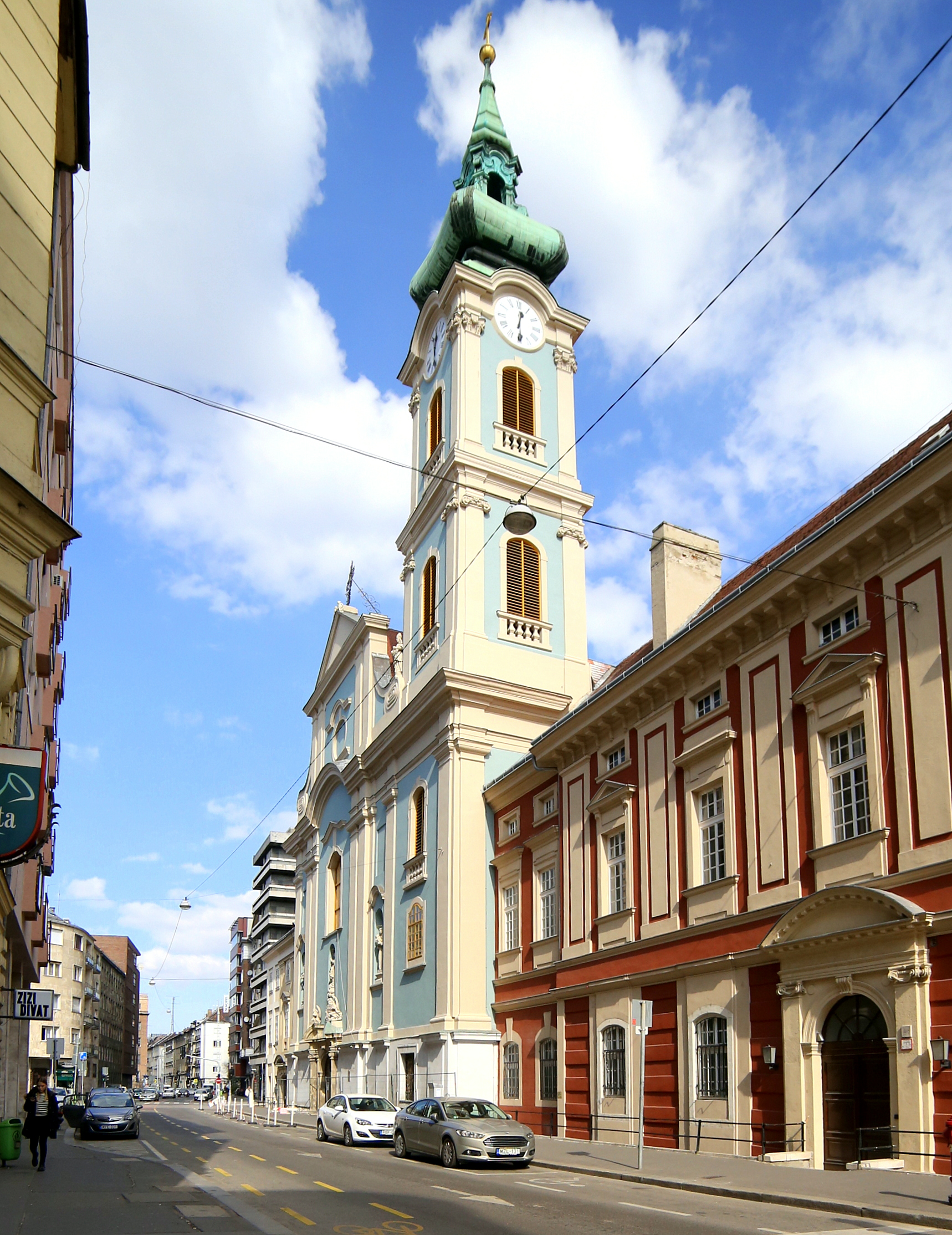
A 2020-ra megújult (kék tónusú) homlokzat